# Royal Festival Hall
La Royal Festival Hall è una sala da 2900 posti sede di concerti, balli e dibattiti situata a Londra sulla riva sud del Tamigi nel complesso di Southbank Centre, non molto distante dall'Hungerford Bridge.
È la sede della London Philharmonic Orchestra, della Philharmonia Orchestra e dell'Orchestra of the Age of Enlightenment. 
A partire dagli anni Ottanta la sua popolarità è così notevolmente cresciuta da convincere i gestori ad applicare una prassi che rendesse il Royal Festival Hall un foyer all'aperto, un genere di posti molto popolare a Londra.

## Storia
La prima pietra fu posta nel 1949 da Clement Attlee, allora Primo Ministro; l'evento segnò l'inizio dei lavori sul precedente sito della Lion Brewery, una dismessa fabbrica di birra costruita nel 1837. L'edificio fu costruito dalla Holland, Hannen & Cubitts e l'apertura ufficiale risale al 3 maggio 1951 come parte del Festival of Britain. Il piano originale prevedeva che il concerto d'apertura sarebbe stato condotto da Arturo Toscanini, ma non stava granché bene e così la scelta ricadde su Sir Malcolm Sargent e Sir Adrian Boult.
Royal Festival Hall è stata anche la sede dell'Eurovision Song Contest nel 1960, condotto da Katie Boyle.
La Hall fu teatro di molti concerti, tra i più noti uno di Frank Sinatra.
Il progetto sostanzialmente modernista è dell'architetto Hugh Casson il quale commissionò l'esecuzione ad alcuni giovani architetti (Leslie Martin, Peter Moro e Robert Matthew). Leslie Martin, che aveva 39 anni ai tempi del progetto, descrisse la struttura come "un uovo in una scatola", per dare l'idea del contrasto tra lo spazio curvo dell'auditorium con il circostante edificio e il rumore e le vibrazioni dell'adiacente viadotto ferroviario.
L'edificio fu significativamente rinnovato prima nel 1964, e poi in anni recenti ad opera degli architetti Allies and Morrison. Questi ultimi lavori hanno lo scopo principale di migliorare l'acustica dell'auditorium e la qualità generale degli ambienti dell'edificio, come l'entrata, il caffè e il foyer.
L'edificio ha subito una ristrutturazione tra il 2005 e il 2007 ad opera degli architetti Allies and Morrison, volti a migliorare la scarsa acustica (in merito alla quale Simon Rattle ha detto che «toglie ai performers la voglia di vivere»), la flessibilità dell'auditorium, la qualità dei tessuti, la qualità del bar e dell'aspetto del foyer, nonché degli spazi d'entrata. Lo spazio interno della sala da concerto era rimasto pressoché intatto fino a questo rifacimento, che ha visto il palco le pareti ricostruiti con forme più semplici e rettangolari. Questa ristrutturazione è stata comunque portata avanti nonostante l'opposizione dei tradizionalisti, un'ostilità guidata dalla Twentieth Century Society. Mentre i musicisti riportavano un sensibile miglioramento dell'acustica dal loro punto di vista sul palco, talvolta parte del pubblico ha espresso il proprio disappunto nel constatare che i recenti lavori di ristrutturazione non avevano granché migliorato l'acustica della sala.